# Jean-Karl Vernay
Jean-Karl Vernay (Villeurbanne, Auvernia-Ródano-Alpes, 31 de octubre de 1987) es un piloto de automovilismo francés. Fue campeón de la Indy Lights en 2010 y el TCR International Series en 2017. Desde 2021 es piloto oficial de Hyundai Motorsport.

## Carrera deportiva
Vernay inició su carrera deportiva tras el karting en 2005, en la Fórmula Campus Francesa. Ganó el título y pasó a la Fórmula Renault 2.0 Francesa al año siguiente, donde fue subcampeón. Entre 2007 y 2009 compitió en Fórmula 3 Euroseries con el equipo Signature, donde logró dos victorias y un quinto puesto como mejor resultado en el campeonato.
En 2010, Vernay viajó a Estados Unidos para competir en la Indy Lights con Sam Schmidt Motorsports. Ganó las dos primeras carreras y, más adelante, ganó otras tres. Fue campeón por 23 puntos sobre el canadiense James Hinchcliffe. A pesar de esto, el francés nunca ascendió a la IndyCar Series. Sin el dinero suficiente, Vernay volvió a Europa al año siguiente.
En 2012, fue campeón de Porsche Carrera Cup France y debutó en la clase LMGTE Pro del Campeonato Mundial de Resistencia de la FIA. Al año siguiente, logró la victoria de clase en las 24 Horas de Le Mans (LMGTE Am) y fue tercero en el campeonato mundial de dicha clase.
Tras su paso por los gran turismos, Vernay debutó en 2016 en TCR International Series con el equipo Leopard WRT y Audi. Al año siguiente, fue campeón habiendo ganado en una sola ocasión pero siendo más consistente que sus rivales. Esto le posibilitó competir en 2018 en la nueva Copa Mundial de Turismos y en TCR Europe Touring Car Series. En el primero, logró un total de cuatro victorias y finalizó quinto en el campeonato, mientras que en el segundo logró tres victorias y fue subcampeón detrás de Mikel Azcona. Ese año ganó el trofeo TCR BeNeLux.
Tras una temporada 2019 de la Copa Mundial sin resultados destacados, Vernay cambió Audi por Alfa Romeo. Fue el único piloto a tiempo completo del Team Mulsanne en 2020, con quienes logró una victoria y fue tercero en el campeonato de pilotos. En 2021, fue contratado por Hyundai Motorsport para ser piloto oficial de su programa de TCR. En la Copa Mundial participó con Engstler Motorsport, obteniendo dos victorias y el tercer puesto en el campeonato, y también compitió en el nuevo campeonato Pure ETCR, donde perdió el título con Mattias Ekström por cuatro puntos.

## Resumen de carrera
| Temporada | Categoría                                               | Equipo                                    | Carreras | Victorias | Poles | VR | Podios | Puntos | Pos. |
| --------- | ------------------------------------------------------- | ----------------------------------------- | -------- | --------- | ----- | -- | ------ | ------ | ---- |
| 2005      | Fórmula Campus Francesa                                 | La Filière                                | 14       | 6         | 2     | 3  | 12     | 219    | 1.º  |
| 2006      | Fórmula Renault 2.0 Francesa                            | SG Formula                                | 13       | 2         | 3     | 7  | 7      | 108    | 2.º  |
| 2006      | Eurocopa de Fórmula Renault 2.0                         | SG Formula                                | 2        | 0         | 0     | 0  | 0      | 0      | NC†  |
| 2006-07   | A1 Grand Prix                                           | A1 Team France                            | 4        | 0         | 0     | 0  | 0      | 3      | 4.º‡ |
| 2007      | Fórmula 3 Euroseries                                    | Signature-Plus                            | 20       | 0         | 0     | 0  | 1      | 23     | 10.º |
| 2007      | Masters de Fórmula 3                                    | Signature-Plus                            | 1        | 0         | 0     | 0  | 1      | N/A    | 3.º  |
| 2008      | Fórmula 3 Euroseries                                    | Signature-Plus                            | 20       | 0         | 0     | 0  | 3      | 35     | 8.º  |
| 2008      | Masters de Fórmula 3                                    | Signature-Plus                            | 1        | 0         | 0     | 0  | 0      | N/A    | 10.º |
| 2009      | Fórmula 3 Euroseries                                    | Signature                                 | 20       | 2         | 0     | 2  | 5      | 47     | 5.º  |
| 2009      | Masters de Fórmula 3                                    | Signature                                 | 1        | 0         | 0     | 0  | 0      | N/A    | DNF  |
| 2009      | Gran Premio de Macao                                    | Signature                                 | 1        | 0         | 0     | 0  | 1      | N/A    | 2.º  |
| 2010      | Indy Lights                                             | Sam Schmidt Motorsports                   | 13       | 5         | 3     | 2  | 9      | 494    | 1.º  |
| 2011      | Fórmula Renault 3.5 Series                              | Pons Racing                               | 2        | 0         | 0     | 0  | 0      | 0      | NC   |
| 2011      | Blancpain Endurance Series                              | Vita4One                                  | 2        | 0         | 0     | 0  | 0      | 4      | 31.º |
| 2011      | American Le Mans Series                                 | Signatech Nissan                          | 1        | 0         | 0     | 0  | 1      | 0      | NC†  |
| 2012      | Copa Porsche Carrera Francia                            | Sébastien Loeb Racing                     | 14       | 6         | 4     | 3  | 13     | 253    | 1.º  |
| 2012      | Campeonato Mundial de Resistencia de la FIA - LMGTE Pro | Luxury Racing                             | 1        | 0         | 0     | 0  | 0      | 0      | NC   |
| 2013      | Campeonato Mundial de Resistencia de la FIA - LMGTE Am  | IMSA Performance Matmut                   | 8        | 1         | 0     | 0  | 3      | 122    | 3.º  |
| 2013      | 24 Horas de Le Mans - LMGTE Am                          | IMSA Performance Matmut                   |          |           |       |    |        |        | 1.º  |
| 2013      | European Le Mans Series - LMGTE                         | IMSA Performance Matmut                   | 3        | 0         | 0     | 0  | 0      | 22     | 10.º |
| 2013      | Porsche Supercup                                        | MRS-GT Racing                             | 9        | 0         | 0     | 0  | 0      | 29     | 13.º |
| 2014      | Super GT Japonés                                        | Dome Racing                               | 3        | 0         | 0     | 0  | 0      | 11     | 19.º |
| 2014      | GT Asia Series                                          | Absolute Bentley Racing                   | 3        | 0         | 0     | 1  | 1      | 0      | NC†  |
| 2014      | Copa GT de Macao                                        | Absolute Bentley Racing                   | 1        | 0         | 0     | 0  | 0      | 0      | 10.º |
| 2015      | Blancpain Endurance Series                              | Belgian Audi Club Team WRT                | 5        | 0         | 0     | 0  | 2      | 48     | 6.º  |
| 2015      | GT Asia Series                                          | Bentley Team Absolute                     | 2        | 0         | 0     | 0  | 0      | 16     | 33.º |
| 2015      | Audi R8 LMS Cup                                         | FAW-VW Audi Racing Team                   | 2        | 1         | 0     | 1  | 1      | 32     | 12.º |
| 2016      | TCR International Series                                | Leopard Racing                            | 22       | 3         | 2     | 4  | 7      | 246    | 3.º  |
| 2017      | TCR International Series                                | Leopard Racing Team WRT                   | 19       | 1         | 0     | 0  | 7      | 226    | 1.º  |
| 2017      | TCR BeNeLux Touring Car Championship                    | Team WRT                                  | 3        | 0         | 0     | 0  | 2      | 64     | 20.º |
| 2017      | TCR China Touring Car Championship                      | TeamWork Motorsport                       | 2        | 1         | 2     | 2  | 2      | 58     | 10.º |
| 2017      | TCR Asia Series                                         | TeamWork Motorsport                       | 2        | 1         | 0     | 0  | 1      | 0      | NC†  |
| 2018      | Copa Mundial de Turismos                                | Audi Sport Leopard Lukoil Team            | 30       | 4         | 2     | 4  | 5      | 245    | 5.º  |
| 2018      | TCR Europe Touring Car Series                           | Leopard Lukoil Team WRT                   | 12       | 3         | 2     | 4  | 5      | 159    | 2.º  |
| 2018      | TCR BeNeLux Touring Car Championship                    | Leopard Lukoil Team WRT                   | 8        | 5         | 2     | 2  | 6      | 163    | 1.º  |
| 2018      | Campeonato de China de Fórmula 4                        | FFA Racing                                | 2        | 0         | 0     | 0  | 0      | 0      | 30.º |
| 2018      | Stock Car Brasil                                        | Bardahl Hot Car                           | 1        | 0         | 0     | 0  | 0      | 0      | NC†  |
| 2018-19   | Asian Le Mans Series - GT                               | Audi Sport Customer Racing Asia by TSRT   | 1        | 0         | 0     | 0  | 1      | 18     | 11.º |
| 2019      | Copa Mundial de Turismos                                | Leopard Racing Team Audi Sport            | 30       | 0         | 0     | 1  | 3      | 211    | 10.º |
| 2019      | GT World Challenge Europe                               | Phoenix Racing                            | 2        | 0         | 0     | 0  | 0      | 0      | NC   |
| 2019      | TCR Australia Touring Car Series                        | Melbourne Performance Centre              | 1        | 1         | 1     | 1  | 1      | 42     | 28.º |
| 2020      | Copa Mundial de Turismos                                | Team Mulsanne                             | 16       | 1         | 0     | 0  | 5      | 194    | 3.º  |
| 2021      | Copa Mundial de Turismos                                | Engstler Hyundai N Liqui Moly Racing Team | 16       | 2         | 0     | 2  | 4      | 177    | 3.º  |
| 2021      | Pure ETCR                                               | Hyundai Motorsport N                      | 5        | 1         | 0     | 0  | 2      | 316    | 2.º  |
| 2021      | 24 Horas de Nürburgring - TCR                           | Hyundai Motorsport N                      |          |           |       |    |        |        | 2.º  |
| 2022      | FIA ETCR                                                | Hyundai Motorsport N                      | 6        | 0         | 0     | 0  | 0      | 254    | 8.º  |
| 2022      | 24 Horas de Nürburgring - TCR                           | Hyundai Motorsport N                      |          |           |       |    |        |        | 2.º  |
| 2024      | Campeonato Mundial de Resistencia de la FIA             | Isotta Fraschini                          | 5        | 0         | 0     | 0  | 0      | 0      | 33.º |
| Fuente:   |                                                         |                                           |          |           |       |    |        |        |      |

## Resultados

### Fórmula 3 Euroseries
(Clave) (negrita indica pole position) (cursiva indica vuelta rápida)

| Año     | Equipo         | 1       | 2         | 3        | 4         | 5         | 6         | 7       | 8       | 9       | 10        | 11        | 12       | 13       | 14       | 15        | 16        | 17       | 18        | 19       | 20        | Pos. | Puntos |
| ------- | -------------- | ------- | --------- | -------- | --------- | --------- | --------- | ------- | ------- | ------- | --------- | --------- | -------- | -------- | -------- | --------- | --------- | -------- | --------- | -------- | --------- | ---- | ------ |
| 2007    | Signature-Plus | HOC 1 7 | HOC 2 4   | BRH 1 16 | BRH 2 12  | NOR 1 5   | NOR 2 Ret | MAG 1 8 | MAG 2   | MUG 1 5 | MUG 2 Ret | ZAN 1 Ret | ZAN 2 7  | NÜR 1 12 | NÜR 2 10 | CAT 1 Ret | CAT 2 Ret | NOG 1 8  | NOG 2 4   | HOC 1 10 | HOC 2 Ret | 10.º | 23     |
| 2008    | Signature-Plus | HOC 1 5 | HOC 2 Ret | MUG 1 25 | MUG 2 Ret | PAU 1 Ret | PAU 2 14  | NOR 1 3 | NOR 2 4 | ZAN 1 6 | ZAN 2 4   | NÜR 1 13  | NÜR 2 7  | BRH 1 8  | BRH 2    | CAT 1 17  | CAT 2 11  | BUG 1 5  | BUG 2 3   | HOC 1 5  | HOC 2 4   | 8.º  | 35     |
| 2009    | Signature      | HOC 1 6 | HOC 2 1   | MUG 1 3  | MUG 2 12  | PAU 1 7   | PAU 2     | NOR 1 4 | NOR 2 5 | ZAN 1 6 | ZAN 2 7   | NÜR 1 6   | NÜR 2 15 | BRH 1 13 | BRH 2 8  | CAT 1 Ret | CAT 2 14  | DIJ 1 18 | DIJ 2 Ret | HOC 1 3  | HOC 2 1   | 5.º  | 47     |
| Fuente: |                |         |           |          |           |           |           |         |         |         |           |           |          |          |          |           |           |          |           |          |           |      |        |

### Indy Lights
(Clave) (negrita indica pole position) (cursiva indica vuelta rápida)

| Año     | Equipo                  | 1     | 2     | 3     | 4       | 5     | 6     | 7     | 8     | 9     | 10    | 11    | 12    | 13     | Pos. | Puntos |
| ------- | ----------------------- | ----- | ----- | ----- | ------- | ----- | ----- | ----- | ----- | ----- | ----- | ----- | ----- | ------ | ---- | ------ |
| 2010    | Sam Schmidt Motorsports | STP 1 | ALA 1 | LBH 3 | INDY 13 | IOW 3 | WGL 1 | TOR 1 | EDM 2 | MDO 8 | SNM 1 | CHI 4 | KTY 3 | HMS 15 | 1.º  | 494    |
| Fuente: |                         |       |       |       |         |       |       |       |       |       |       |       |       |        |      |        |

### 24 Horas de Le Mans
| Año     | Equipo                  | Copilotos                        | Automóvil           | Clase    | Vueltas | Pos. | Pos. Clase |
| ------- | ----------------------- | -------------------------------- | ------------------- | -------- | ------- | ---- | ---------- |
| 2013    | IMSA Performance Matmut | Raymond Narac Christophe Bourret | Porsche 911 GT3 RSR | LMGTE Am | 306     | 25.º | 1.º        |
| Fuente: |                         |                                  |                     |          |         |      |            |

### TCR International Series
(Clave) (negrita indica pole position) (cursiva indica vuelta rápida)

| Año     | Equipo                  | Auto                        | 1   | 2   | 3   | 4   | 5   | 6   | 7   | 8   | 9   | 10  | 11  | 12  | 13  | 14  | 15  | 16  | 17  | 18  | 19  | 20  | 21  | 22  | Pos. | Pts. |
| ------- | ----------------------- | --------------------------- | --- | --- | --- | --- | --- | --- | --- | --- | --- | --- | --- | --- | --- | --- | --- | --- | --- | --- | --- | --- | --- | --- | ---- | ---- |
| 2016    |                         |                             | BHR | BHR | POR | POR | BEL | BEL | ITA | ITA | AUT | AUT | ALE | ALE | RUS | RUS | THA | THA | SGP | SGP | MYS | MYS | MAC | MAC | 3.º  | 246  |
| 2016    | Leopard Racing          | Volkswagen Golf GTI TCR SEQ | Ret | 15† | 2   | 5   | 14  | 1   | 11  | 4   | 5   | 1   | 6   | Ret | 5   | 2   | 5   | 8   | 1   | 6   | 5   | 5   | 2   | 2   | 3.º  | 246  |
| 2017    |                         |                             | GEO | GEO | BHR | BHR | BEL | BEL | ITA | ITA | AUT | AUT | HUN | HUN | ALE | ALE | THA | THA | CHN | CHN | EAU | EAU |     |     | 1.º  | 226  |
| 2017    | Leopard Racing Team WRT | Volkswagen Golf GTI TCR SEQ | 6   | 3   | 3   | 4   | 4   | 1   | 4   | 5   | 17  | WD  | 3   | 7   | Ret | 3   | 4   | 5   | 2   | 12  | 3   | 15† |     |     | 1.º  | 226  |
| Fuente: |                         |                             |     |     |     |     |     |     |     |     |     |     |     |     |     |     |     |     |     |     |     |     |     |     |      |      |

- † El piloto no acabó la carrera, pero se clasificó al completar el porcentaje necesario de la distancia total.

### Copa Mundial de Turismos
(Clave) (negrita indica pole position) (cursiva indica vuelta rápida)

| Año     | Equipo                                    | Auto                            | 1   | 2   | 3   | 4   | 5   | 6   | 7   | 8   | 9   | 10  | 11  | 12  | 13  | 14  | 15  | 16  | 17  | 18  | 19  | 20  | 21  | 22  | 23  | 24  | 25  | 26  | 27  | 28  | 29  | 30  | Pos. | Pts. |
| ------- | ----------------------------------------- | ------------------------------- | --- | --- | --- | --- | --- | --- | --- | --- | --- | --- | --- | --- | --- | --- | --- | --- | --- | --- | --- | --- | --- | --- | --- | --- | --- | --- | --- | --- | --- | --- | ---- | ---- |
| 2018    |                                           |                                 | MAR | MAR | MAR | HUN | HUN | HUN | ALE | ALE | ALE | NED | NED | NED | POR | POR | POR | SVK | SVK | SVK | CHN | CHN | CHN | CHW | CHW | CHW | JAP | JAP | JAP | MAC | MAC | MAC | 5°   | 245  |
| 2018    | Audi Sport Leopard Lukoil Team            | Audi RS3 LMS TCR SEQ (2016)     | 4   | 1   | 9   | 8   | 10  | 10  | 5   | 7   | 7   | 5   | Ret | 1   | 5   | 4   | 10  | 2   | Ret | Ret | Ret | Ret | 12  | 1   | 5   | 15  | 6   | 14  | 10  | 1   | Ret | 22† | 5°   | 245  |
| 2019    |                                           |                                 | MAR | MAR | MAR | HUN | HUN | HUN | SVK | SVK | SVK | NED | NED | NED | ALE | ALE | ALE | POR | POR | POR | CHN | CHN | CHN | JAP | JAP | JAP | MAC | MAC | MAC | MYS | MYS | MYS | 10°  | 211  |
| 2019    | Leopard Racing Team Audi Sport            | Audi RS3 LMS TCR SEQ (2016)     | 7   | 2   | Ret | 4   | 2   | 10  | 4   | 12  | Ret | 22  | 15  | 25  | 12  | 9   | 4   | 10  | 4   | 5   | 16  | 10  | Ret | 6   | 9   | 9   | 21  | 9   | 3   | 10  | 14  | 10  | 10°  | 211  |
| 2020    |                                           |                                 | BEL | BEL | ALE | ALE | SVK | SVK | SVK | HUN | HUN | HUN | ESP | ESP | ESP | ARA | ARA | ARA |     |     |     |     |     |     |     |     |     |     |     |     |     |     | 3°   | 194  |
| 2020    | Mulsanne Srl                              | Alfa Romeo Giulietta Veloce TCR | 5   | 7   | 9   | 6   | 3   | 14  | 4   | 9   | 3   | 5   | 1   | Ret | 6   | 8   | 2   | 3   |     |     |     |     |     |     |     |     |     |     |     |     |     |     | 3°   | 194  |
| 2021    |                                           |                                 | ALE | ALE | POR | POR | ESP | ESP | HUN | HUN | CZE | CZE | FRA | FRA | ITA | ITA | RUS | RUS |     |     |     |     |     |     |     |     |     |     |     |     |     |     | 3°   | 177  |
| 2021    | Hyundai N Liqui Moly Racing Team Engstler | Hyundai Elantra N TCR (2021)    | 10  | 1   | Ret | 2   | 9   | 4   | 14  | 13  | 6   | 14  | 6   | 1   | 14  | 19  | 2   | 5   |     |     |     |     |     |     |     |     |     |     |     |     |     |     | 3°   | 177  |
| Fuente: |                                           |                                 |     |     |     |     |     |     |     |     |     |     |     |     |     |     |     |     |     |     |     |     |     |     |     |     |     |     |     |     |     |     |      |      |

#### WTCR Trophy
| Año  | Equipo       | Auto                            | 1   | 2   | 3   | 4   | 5   | 6   | 7   | 8   | 9   | 10  | 11  | 12  | 13  | 14  | 15  | 16  | Pos. | Pts. |
| ---- | ------------ | ------------------------------- | --- | --- | --- | --- | --- | --- | --- | --- | --- | --- | --- | --- | --- | --- | --- | --- | ---- | ---- |
| 2020 |              |                                 | BEL | BEL | ALE | ALE | SVK | SVK | SVK | HUN | HUN | HUN | ESP | ESP | ESP | ARA | ARA | ARA | 1°   | 121  |
| 2020 | Mulsanne Srl | Alfa Romeo Giulietta Veloce TCR | 2   | 3   | 3   | 1   | 2   | 5   | 3   | 1   | 1   | 1   | 1   | Ret | 3   | 3   | 1   | 1   | 1°   | 121  |

### TCR Europe Touring Car Series
(Clave) (negrita indica pole position) (cursiva indica vuelta rápida)

| Año  | Equipo              | Auto                    | 1   | 2   | 3   | 4   | 5   | 6   | 7   | 8   | 9   | 10  | 11  | 12  | 13  | 14  | Pos. | Pts. |
| ---- | ------------------- | ----------------------- | --- | --- | --- | --- | --- | --- | --- | --- | --- | --- | --- | --- | --- | --- | ---- | ---- |
| 2018 |                     |                         | LEC | LEC | ZAN | ZAN | SPA | SPA | HUN | HUN | ASS | ASS | MON | MON | BAR | BAR | 2.º  | 159  |
| 2018 | Leopard Lukoil Team | Audi RS3 LMS TCR (2017) | 6   | 2   |     |     | 1   | Ret | 7   | 20  | 2   | 7   | 1   | 1   | 6   | 7   | 2.º  | 159  |

### TCR BeNeLux Touring Car Championship
(Clave) (negrita indica pole position) (cursiva indica vuelta rápida)

| Año  | Equipo              | Auto                    | 1   | 2   | 3   | 4   | 5   | 6   | 7   | 8   | 9   | 10  | Pos. | Pts. |
| ---- | ------------------- | ----------------------- | --- | --- | --- | --- | --- | --- | --- | --- | --- | --- | ---- | ---- |
| 2018 |                     |                         | ZAN | ZAN | SPA | SPA | HUN | HUN | ASS | ASS | BAR | BAR | 1.º  | 163  |
| 2018 | Leopard Lukoil Team | Audi RS3 LMS TCR (2017) |     |     | 1   | Ret | 1   | 7   | 1   | 2   | 1   | 1   | 1.º  | 163  |

### TCR Australia Touring Car Series
| Año  | Equipo                       | Auto                    | 1   | 2   | 3   | 4   | 5   | 6   | 7     | 8     | 9     | 10  | 11  | 12  | 13  | 14  | 15  | 16  | 17  | 18  | 19     | 20     | 21     | Pos. | Pts. |
| ---- | ---------------------------- | ----------------------- | --- | --- | --- | --- | --- | --- | ----- | ----- | ----- | --- | --- | --- | --- | --- | --- | --- | --- | --- | ------ | ------ | ------ | ---- | ---- |
| 2019 |                              |                         | SYD | SYD | SYD | PHI | PHI | PHI | TBE I | TBE I | TBE I | QLD | QLD | QLD | WIN | WIN | WIN | SND | SND | SND | TBE II | TBE II | TBE II | 27.º | 42   |
| 2019 | Melbourne Performance Centre | Audi RS3 LMS TCR (2017) |     |     |     |     |     |     |       |       |       | 1   | WD  | WD  |     |     |     |     |     |     |        |        |        | 27.º | 42   |